# Faočići
Faočići är ett samhälle i Bosnien och Hercegovina.   Det ligger i entiteten Federationen Bosnien och Hercegovina, i den sydöstra delen av landet, 40 km sydost om huvudstaden Sarajevo. Faočići ligger 690 meter över havet och antalet invånare är 199.
Terrängen runt Faočići är kuperad. Närmaste större samhälle är Goražde, 14,9 km öster om Faočići. 
I omgivningarna runt Faočići växer i huvudsak lövfällande lövskog. Runt Faočići är det ganska tätbefolkat, med 93 invånare per kvadratkilometer.